# Copa Mercosur 2000
De Copa Mercosur 2000 was de derde editie van deze voetbalcompetitie. Het toernooi stond enkel open voor ploegen uit ploegen uit de vijf zuidelijke landen van Zuid-Amerika: Argentinië, Brazilië, Chili, Paraguay en Uruguay. Ploegen uit het noorden van het continent speelden in de tegenhanger van dit toernooi, de Copa Merconorte. Net als de eerste twee edities ging de finale in 2000 ook tussen twee ploegen uit Brazilië: CR Vasco da Gama won hun eerste titel door SE Palmeiras te verslaan. Voor Palmeiras was het de derde keer dat ze in de eindstrijd stonden. Titelverdediger CR Flamengo werd in de kwartfinales uitgeschakeld door CA River Plate.

## Deelnemers
Aan het toernooi deden twintig ploegen mee, waarvan twee debutanten: het Braziliaanse Clube Atlético Mineiro, de nummer twee van de Braziliaanse competitie, verving Grêmio FBPA (kampioen SC Corinthians Paulista was al zeker van deelname). CA Rosario Central uit Argentinië kwam in de plaats van Racing Club. Rosario Central was in de Argentijnse competitie vierde geëindigd in de totaalstand en was daarmee de beste ploeg die niet zeker was van automatische deelname. Voor Chili, Paraguay en Uruguay deden dezelfde ploegen mee als bij de vorige edities.
| Land                          | Deelnemer                 | Deelnames | Beste resultaat           |
| ----------------------------- | ------------------------- | --------- | ------------------------- |
| Brazilië (CBF) 7 deelnemers   | Clube Atlético Mineiro    | geen      |                           |
| Brazilië (CBF) 7 deelnemers   | SC Corinthians Paulista   | 2         | Kwartfinale (1999)        |
| Brazilië (CBF) 7 deelnemers   | Cruzeiro EC               | 2         | Finale (1998)             |
| Brazilië (CBF) 7 deelnemers   | CR Flamengo               | 2         | Winnaar (1999)            |
| Brazilië (CBF) 7 deelnemers   | SE Palmeiras              | 2         | Winnaar (1998)            |
| Brazilië (CBF) 7 deelnemers   | São Paulo FC              | 2         | Groepsfase (1998, 1999)   |
| Brazilië (CBF) 7 deelnemers   | CR Vasco da Gama          | 2         | Groepsfase (1998, 1999)   |
| Argentinië (AFA) 6 deelnemers | CA Boca Juniors           | 2         | Kwartfinale (1998)        |
| Argentinië (AFA) 6 deelnemers | CA Independiente          | 2         | Kwartfinale (1999)        |
| Argentinië (AFA) 6 deelnemers | CA River Plate            | 2         | Kwartfinale (1998)        |
| Argentinië (AFA) 6 deelnemers | CA Rosario Central        | geen      |                           |
| Argentinië (AFA) 6 deelnemers | CA San Lorenzo de Almagro | 2         | Halve finale (1998, 1999) |
| Argentinië (AFA) 6 deelnemers | CA Vélez Sarsfield        | 2         | Kwartfinale (1998)        |
| Chili (FFCh) 3 deelnemers     | CSD Colo-Colo             | 2         | Groepsfase (1998, 1999)   |
| Chili (FFCh) 3 deelnemers     | CD Universidad Católica   | 2         | Groepsfase (1998, 1999)   |
| Chili (FFCh) 3 deelnemers     | Club Universidad de Chile | 2         | Groepsfase (1998, 1999)   |
| Paraguay (APF) 2 deelnemers   | Club Cerro Porteño        | 2         | Groepsfase (1998, 1999)   |
| Paraguay (APF) 2 deelnemers   | Club Olimpia              | 2         | Halve finales (1998)      |
| Uruguay (AUF) 2 deelnemers    | Club Nacional de Football | 2         | Groepsfase (1998, 1999)   |
| Uruguay (AUF) 2 deelnemers    | CA Peñarol                | 2         | Halve finale (1999)       |

## Toernooi-opzet
De twintig deelnemende clubs werden verdeeld in vijf groepen van vier teams. In de groepsfase speelde elk team twee keer (thuis en uit) tegen de drie tegenstanders. De groepswinnaars plaatsten zich voor de knock-outfase, samen met drie beste nummers twee. De kwartfinales en de halve finales bestonden uit een thuis- en een uitduel. Het team dat de meeste doelpunten maakte plaatste zich voor de volgende ronde. Bij een gelijke stand werden er strafschoppen genomen. De finale werd in een soort best-of-three gespeeld: indien beide ploegen één duel wonnen (of beide duels eindigden gelijk), dan werd er een beslissingswedstrijd gespeeld.

### Groepsfase
De groepsfase vond plaats tussen 1 augustus en 25 oktober. De groepswinnaars plaatsten zich voor de kwartfinales, samen met de drie beste nummers twee.

#### Groep A
| Datum   | Team                 | Score | Team                 |
| ------- | -------------------- | ----- | -------------------- |
| 1 aug.  | River Plate          | 2 - 1 | Vélez Sarsfield      |
| 22 aug. | Flamengo             | 1 - 2 | River Plate          |
| 29 aug. | Vélez Sarsfield      | 3 - 1 | Universidad de Chile |
| 6 sep.  | Universidad de Chile | 0 - 4 | Flamengo             |
| 12 sep. | Universidad de Chile | 2 - 3 | River Plate          |
| 12 sep. | Vélez Sarsfield      | 1 - 1 | Flamengo             |
| 19 sep. | Flamengo             | 2 - 0 | Universidad de Chile |
| 20 sep. | Vélez Sarsfield      | 1 - 1 | River Plate          |
| 26 sep. | Universidad de Chile | 1 - 1 | Vélez Sarsfield      |
| 26 sep. | River Plate          | 0 - 0 | Flamengo             |
| 24 okt. | River Plate          | 2 - 0 | Universidad de Chile |
| 24 okt. | Flamengo             | 2 - 0 | Vélez Sarsfield      |

| Nr. | Club                | Wedstrijden | Wedstrijden | Wedstrijden | Wedstrijden | Doelpunten | Doelpunten | Doelpunten | Punten |
| --- | ------------------- | ----------- | ----------- | ----------- | ----------- | ---------- | ---------- | ---------- | ------ |
| Nr. | Club                | G           | W           | G           | V           | V          | T          | Saldo      | Punten |
| 1   | CA River Plate      | 6           | 4           | 2           | 0           | 10         | 5          | +5         | 14     |
| 2   | CR Flamengo         | 6           | 3           | 2           | 1           | 10         | 3          | +7         | 11     |
| 3   | CA Vélez Sarsfield  | 6           | 1           | 3           | 2           | 7          | 8          | −1         | 6      |
| 4   | Club Univ. de Chile | 6           | 0           | 1           | 5           | 4          | 15         | −11        | 1      |

#### Groep B
| Datum   | Team                 | Score | Team                 |
| ------- | -------------------- | ----- | -------------------- |
| 8 aug.  | Cruzeiro             | 3 - 0 | Independiente        |
| 22 aug. | Palmeiras            | 1 - 1 | Universidad Católica |
| 29 aug. | Universidad Católica | 2 - 3 | Cruzeiro             |
| 30 aug. | Independiente        | 1 - 2 | Palmeiras            |
| 7 sep.  | Palmeiras            | 0 - 2 | Cruzeiro             |
| 14 sep. | Independiente        | 3 - 0 | Universidad Católica |
| 19 sep. | Independiente        | 2 - 0 | Cruzeiro             |
| 20 sep. | Universidad Católica | 1 - 3 | Palmeiras            |
| 27 sep. | Palmeiras            | 2 - 0 | Independiente        |
| 28 sep. | Cruzeiro             | 4 - 0 | Universidad Católica |
| 25 okt. | Universidad Católica | 3 - 3 | Independiente        |
| 25 okt. | Cruzeiro             | 0 - 0 | Palmeiras            |

| Nr. | Club              | Wedstrijden | Wedstrijden | Wedstrijden | Wedstrijden | Doelpunten | Doelpunten | Doelpunten | Punten |
| --- | ----------------- | ----------- | ----------- | ----------- | ----------- | ---------- | ---------- | ---------- | ------ |
| Nr. | Club              | G           | W           | G           | V           | V          | T          | Saldo      | Punten |
| 1   | Cruzeiro EC       | 6           | 4           | 1           | 1           | 12         | 4          | +8         | 13     |
| 2   | SE Palmeiras      | 6           | 3           | 2           | 1           | 8          | 5          | +3         | 11     |
| 3   | CA Independiente  | 6           | 2           | 1           | 3           | 9          | 10         | −1         | 7      |
| 4   | CD Univ. Católica | 6           | 0           | 2           | 4           | 7          | 17         | −10        | 2      |

#### Groep C
| Datum   | Team            | Score | Team            |
| ------- | --------------- | ----- | --------------- |
| 3 aug.  | Colo-Colo       | 3 - 1 | São Paulo       |
| 10 aug. | Rosario Central | 2 - 1 | Cerro Porteño   |
| 22 aug. | Cerro Porteño   | 2 - 1 | Colo-Colo       |
| 24 aug. | São Paulo       | 1 - 0 | Rosario Central |
| 30 aug. | Cerro Porteño   | 4 - 2 | São Paulo       |
| 31 aug. | Colo-Colo       | 0 - 1 | Rosario Central |
| 6 sep.  | São Paulo       | 4 - 0 | Colo-Colo       |
| 14 sep. | Cerro Porteño   | 1 - 4 | Rosario Central |
| 21 sep. | Colo-Colo       | 2 - 1 | Cerro Porteño   |
| 21 sep. | Rosario Central | 2 - 1 | São Paulo       |
| 19 okt. | Rosario Central | 0 - 0 | Colo-Colo       |
| 19 okt. | São Paulo       | 4 - 4 | Cerro Porteño   |

| Nr. | Club               | Wedstrijden | Wedstrijden | Wedstrijden | Wedstrijden | Doelpunten | Doelpunten | Doelpunten | Punten |
| --- | ------------------ | ----------- | ----------- | ----------- | ----------- | ---------- | ---------- | ---------- | ------ |
| Nr. | Club               | G           | W           | G           | V           | V          | T          | Saldo      | Punten |
| 1   | CA Rosario Central | 6           | 4           | 1           | 1           | 9          | 4          | +5         | 13     |
| 2   | São Paulo FC       | 6           | 2           | 1           | 3           | 13         | 13         | 0          | 7      |
| 3   | Club Cerro Porteño | 6           | 2           | 1           | 3           | 13         | 15         | −2         | 7      |
| 4   | CSD Colo-Colo      | 6           | 2           | 1           | 3           | 6          | 9          | −3         | 7      |

#### Groep D
| Datum   | Team         | Score | Team         |
| ------- | ------------ | ----- | ------------ |
| 2 aug.  | Olimpia      | 0 - 1 | Boca Juniors |
| 2 aug.  | Corinthians  | 1 - 2 | Nacional     |
| 9 aug.  | Nacional     | 1 - 1 | Olimpia      |
| 9 aug.  | Boca Juniors | 3 - 0 | Corinthians  |
| 23 aug. | Corinthians  | 1 - 2 | Olimpia      |
| 29 aug. | Boca Juniors | 1 - 1 | Nacional     |
| 13 sep. | Nacional     | 1 - 1 | Corinthians  |
| 13 sep. | Boca Juniors | 5 - 2 | Olimpia      |
| 19 sep. | Corinthians  | 2 - 2 | Boca Juniors |
| 20 sep. | Olimpia      | 4 - 3 | Nacional     |
| 18 okt. | Olimpia      | 3 - 2 | Corinthians  |
| 18 okt. | Nacional     | 3 - 3 | Boca Juniors |

| Nr. | Club                    | Wedstrijden | Wedstrijden | Wedstrijden | Wedstrijden | Doelpunten | Doelpunten | Doelpunten | Punten |
| --- | ----------------------- | ----------- | ----------- | ----------- | ----------- | ---------- | ---------- | ---------- | ------ |
| Nr. | Club                    | G           | W           | G           | V           | V          | T          | Saldo      | Punten |
| 1   | CA Boca Juniors         | 6           | 3           | 3           | 0           | 15         | 8          | +7         | 12     |
| 2   | Club Nacional de F.     | 6           | 2           | 3           | 1           | 11         | 10         | +1         | 9      |
| 3   | Club Olimpia            | 6           | 3           | 0           | 3           | 11         | 13         | −2         | 9      |
| 4   | SC Corinthians Paulista | 6           | 0           | 2           | 4           | 7          | 13         | −6         | 2      |

#### Groep E
| Datum   | Team             | Score | Team             |
| ------- | ---------------- | ----- | ---------------- |
| 1 aug.  | Peñarol          | 4 - 3 | Vasco da Gama    |
| 3 aug.  | San Lorenzo      | 3 - 4 | Atlético Mineiro |
| 23 aug. | Atlético Mineiro | 2 - 1 | Peñarol          |
| 24 aug. | Vasco da Gama    | 3 - 0 | San Lorenzo      |
| 31 aug. | Peñarol          | 3 - 2 | San Lorenzo      |
| 31 aug. | Atlético Mineiro | 2 - 0 | Vasco da Gama    |
| 7 sep.  | Vasco da Gama    | 1 - 1 | Peñarol          |
| 13 sep. | Atlético Mineiro | 3 - 2 | San Lorenzo      |
| 27 sep. | Peñarol          | 2 - 2 | Atlético Mineiro |
| 28 sep. | San Lorenzo      | 0 - 2 | Vasco da Gama    |
| 17 okt. | San Lorenzo      | 1 - 0 | Peñarol          |
| 17 okt. | Vasco da Gama    | 2 - 0 | Atlético Mineiro |

| Nr. | Club                   | Wedstrijden | Wedstrijden | Wedstrijden | Wedstrijden | Doelpunten | Doelpunten | Doelpunten | Punten |
| --- | ---------------------- | ----------- | ----------- | ----------- | ----------- | ---------- | ---------- | ---------- | ------ |
| Nr. | Club                   | G           | W           | G           | V           | V          | T          | Saldo      | Punten |
| 1   | Clube Atlético Mineiro | 6           | 4           | 1           | 1           | 13         | 10         | +3         | 13     |
| 2   | CR Vasco da Gama       | 6           | 3           | 1           | 2           | 11         | 7          | +4         | 10     |
| 3   | CA Peñarol             | 6           | 2           | 2           | 2           | 11         | 11         | 0          | 8      |
| 4   | CA San Lorenzo de A.   | 6           | 1           | 0           | 5           | 8          | 15         | −7         | 3      |

#### Rangschikking tweede plaatsen
| Nr. | Club                 | Wedstrijden | Wedstrijden | Wedstrijden | Wedstrijden | Doelpunten | Doelpunten | Doelpunten | Punten |
| --- | -------------------- | ----------- | ----------- | ----------- | ----------- | ---------- | ---------- | ---------- | ------ |
| Nr. | Club                 | G           | W           | G           | V           | V          | T          | Saldo      | Punten |
| 1   | CR Flamengo (A)      | 6           | 3           | 2           | 1           | 10         | 3          | +7         | 11     |
| 2   | SE Palmeiras (B)     | 6           | 3           | 2           | 1           | 8          | 5          | +3         | 11     |
| 3   | CR Vasco da Gama (E) | 6           | 3           | 1           | 2           | 11         | 7          | +4         | 10     |
| 4   | Club Nacional (D)    | 6           | 2           | 3           | 1           | 11         | 10         | +1         | 9      |
| 5   | São Paulo FC (C)     | 6           | 2           | 1           | 3           | 13         | 13         | 0          | 7      |

### Knock-outfase
|  | Kwartfinale | Kwartfinale        | Kwartfinale            | Kwartfinale  | Kwartfinale |   |                         | Halve finale   | Halve finale | Halve finale | Halve finale | Halve finale |  |  | Finale (best-of-3) | Finale (best-of-3) | Finale (best-of-3) | Finale (best-of-3) | Finale (best-of-3) |
|  |             |                    |                        |              |             |   |                         |                |              |              |              |              |  |  |                    |                    |                    |                    |                    |
|  | A2          | CR Flamengo        | 1                      | 3            | 4           |   |                         |                |              |              |              |              |  |  |                    |                    |                    |                    |                    |
|  | A1          | CA River Plate     | 2                      | 4            | 6           |   |                         |                |              |              |              |              |  |  |                    |                    |                    |                    |                    |
|  | A1          | CA River Plate     | 2                      | 4            | 6           |   | A1                      | CA River Plate | 1            | 0            | 1            |              |  |  |                    |                    |                    |                    |                    |
|  |             |                    |                        |              |             |   | A1                      | CA River Plate | 1            | 0            | 1            |              |  |  |                    |                    |                    |                    |                    |
|  |             | E2                 | CR Vasco da Gama       | 4            | 1           | 5 |                         |                |              |              |              |              |  |  |                    |                    |                    |                    |                    |
|  | E2          | E2                 | CR Vasco da Gama       | 4            | 1           | 5 | CR Vasco da Gama (n.s.) | 1              | 0            | 1 (5)        |              |              |  |  |                    |                    |                    |                    |                    |
|  | E2          |                    |                        |              |             |   | CR Vasco da Gama (n.s.) | 1              | 0            | 1 (5)        |              |              |  |  |                    |                    |                    |                    |                    |
|  | C1          | CA Rosario Central | 0                      | 1            | 1 (4)       |   |                         |                |              |              |              |              |  |  |                    |                    |                    |                    |                    |
|  |             |                    |                        |              |             |   |                         |                |              |              |              |              |  |  | E2                 | CR Vasco da Gama   | 2                  | 0                  | 4                  |
|  |             |                    | B2                     | SE Palmeiras | 0           | 1 | 3                       |                |              |              |              |              |  |  |                    |                    |                    |                    |                    |
|  | B2          | SE Palmeiras       | 3                      | 2            | 5           |   |                         |                |              |              |              |              |  |  |                    |                    |                    |                    |                    |
|  | B1          | Cruzeiro EC        | 2                      | 1            | 3           |   |                         |                |              |              |              |              |  |  |                    |                    |                    |                    |                    |
|  | B1          | Cruzeiro EC        | 2                      | 1            | 3           |   | B2                      | SE Palmeiras   | 4            | 2            | 6            |              |  |  |                    |                    |                    |                    |                    |
|  |             |                    |                        |              |             |   | B2                      | SE Palmeiras   | 4            | 2            | 6            |              |  |  |                    |                    |                    |                    |                    |
|  |             | E1                 | Clube Atlético Mineiro | 1            | 0           | 1 |                         |                |              |              |              |              |  |  |                    |                    |                    |                    |                    |
|  | E1          | E1                 | Clube Atlético Mineiro | 1            | 0           | 1 | Clube Atlético Mineiro  | 2              | 2            | 4            |              |              |  |  |                    |                    |                    |                    |                    |
|  | E1          |                    |                        |              |             |   | Clube Atlético Mineiro  | 2              | 2            | 4            |              |              |  |  |                    |                    |                    |                    |                    |
|  | D1          | CA Boca Juniors    | 0                      | 2            | 2           |   |                         |                |              |              |              |              |  |  |                    |                    |                    |                    |                    |

### Kwartfinales
De wedstrijden werden gespeeld op 31 oktober en 1 november (heen) en op 7-8 november (terug).
| Team 1                 | Tot.               | Team 2             | 1e wedstr. | 2e wedstr. |
| ---------------------- | ------------------ | ------------------ | ---------- | ---------- |
| CR Flamengo            | 4 - 6              | CA River Plate     | 1 - 2      | 3 - 4      |
| CR Vasco da Gama       | 1 - 1 (5 - 4 n.s.) | CA Rosario Central | 1 - 0      | 0 - 1      |
| SE Palmeiras           | 5 - 3              | Cruzeiro EC        | 3 - 2      | 2 - 1      |
| Clube Atlético Mineiro | 4 - 2              | CA Boca Juniors    | 2 - 0      | 2 - 2      |

### Halve finales
De wedstrijden werden gespeeld op 22 november (heen) en op 28 en 30 november (terug).
| Team 1         | Tot.  | Team 2                 | 1e wedstr. | 2e wedstr. |
| -------------- | ----- | ---------------------- | ---------- | ---------- |
| SE Palmeiras   | 6 - 1 | Clube Atlético Mineiro | 4 - 1      | 2 - 0      |
| CA River Plate | 1 - 5 | CR Vasco da Gama       | 1 - 4      | 0 - 1      |

### Finale
|                 |                                      |       |              | |
| 6 december 2000 | CR Vasco da Gama                     | 2 - 0 | SE Palmeiras | Estádio Vasco da Gama, Rio de Janeiro Toeschouwers: 30.000 Scheidsrechter: Márcio Rezende de Freitas (Brazilië) |
| 6 december 2000 | Juninho Pernambucano 45' Romário 77' |       |              | Estádio Vasco da Gama, Rio de Janeiro Toeschouwers: 30.000 Scheidsrechter: Márcio Rezende de Freitas (Brazilië) |

|                  |              |       |                  | |
| 12 december 2000 | SE Palmeiras | 1 - 0 | CR Vasco da Gama | Estádio Palestra Itália, São Paulo Toeschouwers: 30.000 Scheidsrechter: Oscar Roberto Godói (Brazilië) |
| 12 december 2000 | Neném 21'    |       |                  | Estádio Palestra Itália, São Paulo Toeschouwers: 30.000 Scheidsrechter: Oscar Roberto Godói (Brazilië) |

3-3 op basis van wedstrijdpunten, een beslissingsduel moest worden gespeeld.
|                  |                                     |       |                                                            | |
| 20 december 2000 | SE Palmeiras                        | 3 - 4 | CR Vasco da Gama                                           | Estádio Palestra Itália, São Paulo Toeschouwers: 30.000 Scheidsrechter: Márcio Rezende de Freitas (Brazilië) |
| 20 december 2000 | Arce 36' (pen.) Magrão 37' Tuta 45' |       | 59' (pen.' (68' (pen.), 90+3' Romário 86' Juninho Paulista | Estádio Palestra Itália, São Paulo Toeschouwers: 30.000 Scheidsrechter: Márcio Rezende de Freitas (Brazilië) |

| Winnaar Copa Mercosur 2000 |
| -------------------------- |
| CR Vasco da Gama 1e titel  |

Copa Merconorte: 1998 · 1999 · 2000 · 2001

Copa Mercosur: 1998 · 1999 · 2000 · 2001